# Anopsicus lucidus
Anopsicus lucidus är en spindelart som beskrevs av Willis J. Gertsch 1982. Anopsicus lucidus ingår i släktet Anopsicus och familjen dallerspindlar. Inga underarter finns listade i Catalogue of Life.